# Costa Rica Challenger 2001
Il Costa Rica Challenger 2001 è stato un torneo di tennis facente parte della categoria ATP Challenger Series nell'ambito dell'ATP Challenger Series 2001. Il torneo si è giocato a San Josè in Costa Rica dal 26 novembre al 2 dicembre 2001 su campi in cemento.

## Vincitori

### Singolare
Michael Kohlmann ha battuto in finale  John van Lottum con il punteggio di 6–3, 6–4

### Doppio
Jonathan Erlich /  Andy Ram hanno battuto in finale  Daniel Melo /  Dušan Vemić con il punteggio di 6–3, 6–3